# 伊娜
伊娜（阿美語：Ina），阿美族人視女人為太陽，是孕育大地的母親，神話中的伊娜女神就是大地之母，也稱母親為Ina。
語系相近的卑南族也稱母親為Ina，歌手桑布伊曾創作的一首歌曲名為《Ina的眼睛》。

## 外部來源
- 阿美族語線上查詢學習網

- 2008全球原住民文化會議 （页面存档备份，存于）